# Часник нерівний
Часник нерівний, цибуля нерівна  (Allium inaequale) — вид трав'янистих рослин родини амарилісові (Amaryllidaceae), поширений на півдні України й Росії.

## Опис
Багаторічна рослина 15–30 см завдовжки. Квітконіжки дуже нерівні, 10–35 мм довжиною; листочки оцвітини 5–6 мм довжиною; тичинки коротші від оцвітини. Суцвіття пучкувате, негусте.

## Поширення
Європа: пд. Україна, пд-зх. Росія.
В Україні зростає на степових і кам'янистих схилах — у Донецькому Лісостепу, Степу та Криму. Входить у переліки видів, які перебувають під загрозою зникнення на територіях Запорізької області й м. Севастополя.